# Lena Andersson
Lena Margareta Andersson (ur. 18 kwietnia 1970 w Sztokholmie) – szwedzka pisarka i dziennikarka. W 2013 otrzymała Augustpriset za powieść Bez opamiętania. W tym samym roku otrzymała nagrodę literacką gazety Svenska Dagbladet za tę samą książkę. 

## Publikacje
- 1999: Var det bra så?
- 2001: Duktiga män och kvinnor
- 2004: Du är alltså svensk?
- 2006: Duck City
- 2009: Slutspelat
- 2011: Förnuft och högmod: artiklar - prosa - pjäser
- 2013: Egenmäktigt förfarande: en roman om kärlek (Bez opamiętania, przeł. Anna Marciniakówna, Warszawa 2014)
- 2013: Ingens mamma (antologia)
- 2014: Utan personligt ansvar
- 2015: Allvarligt talat
- 2016: Mer allvarligt talat
- 2017: Egentligheter (razem z Danem Wolgersem)
- 2017: Allt allvarligt talat
- 2018: Verkligheten och resten: krönikor 2015-2017
- 2018: Sveas son: en berättelse om folkhemmet